# Wilhelm August Christian Abel
Wilhelm August Christian Abel (* 1748 in Zerbst; † nach 1803) war ein deutscher Porträt-, Landschafts- und Miniaturmaler.

## Leben
Abel war ein Sohn des Violinisten Leopold August Abel, der auch als Porträtmaler tätig war. Abel kam im Jahr 1776 nach Kopenhagen. Dort malte er „gute Bildnisse und niedliche Landschaften“. Von ihm sind auch mehrere Miniaturen bekannt. Er hat längere Zeit in Paris gelebt, wo er Schüler von Jean-Urbain Guérin war.

## Weblink
- Miniatur von Wilhelm August Christian Abel auf askart.com. Abgerufen am 21. August 2013.

| Personendaten    | Personendaten                           |
| ---------------- | --------------------------------------- |
| NAME             | Abel, Wilhelm August Christian          |
| KURZBESCHREIBUNG | deutscher Porträt- und Landschaftsmaler |
| GEBURTSDATUM     | 1748                                    |
| GEBURTSORT       | Zerbst                                  |
| STERBEDATUM      | nach 1803                               |